# Concentração micelar crítica
É a menor concentração onde ocorre a formação de micelas de um surfactante. O aumento da concentração de surfactante após este ponto tem pouco efeito na tensão superficial da solução na qual o surfactante está presente.
A concentração onde inicia o processo de formação das micelas (micelização) é chamada de concetração crítica micelar, CMC, que é uma propriedade intrínseca e característica do surfactante.
A adsorção do surfactante na superfície (interface  líquido/ar) depende da concentração do mesmo na solução. Em baixas concentrações, as moléculas do surfactante se distribuem na superfície, ficando paralelamente orientadas. Com o aumento da concentração de surfactante, diminui a área disponível em relação ao número de moléculas e, conseqüentemente, tem início uma ligeira ordenação das mesmas em relação à superfície.  A orientação vai depender da natureza da superfície se hidrofílica ou hidrofóbica. Em alta concentração há formação de uma camada unidirecional; esta concentração é conhecida como concentração micelar crítica (CMC) (PORTER, 1994).